# 돌로레스 코스텔로
돌로레스 코스텔로(Dolores Costello, 1903년 9월 17일 ~ 1979년 3월 1일)는 미국의 배우이다.

## 출연 작품
- 디스 이즈 더 아미 (1943)
- 위대한 앰버슨가 (1942)
- 소공자 (1936)
- 유어스 포 더 애스킹 (1936)
- 쇼 오브 쇼 (1929)
- 씨 비스트 (1926)